# Danh sách đế quốc có diện tích lớn nhất
Đây là danh sách đế quốc có diện tích lớn nhất trong lịch sử nhân loại, tuy vậy, danh sách này không thể bao quát toàn diện bởi việc định nghĩa một thể chế đế quốc vẫn đầy khó khăn và  chủ quyền quốc gia đến các lãnh thổ ngoại vi và các nhóm sắc tộc khác. Khái niệm "đế quốc" trong ngữ cảnh này (không nhất thiết là một nhà nước do hoàng đế cai trị) không được định nghĩa rõ ràng, nhưng về mặt tổng thể, được hiểu là những thể chế đặc biệt rộng lớn theo các tiêu chuẩn đương thời, và như thế, lãnh thổ của chúng bao gộp đáng kể những vùng đất đã bị chinh phạt(không có một đế quốc nào được thành lập thêm từ sau Chiến Tranh Thế Giới lần thứ nhất).
Đây là danh sách các đế quốc lớn nhất theo diện tích. Ghi chú là tổng diện tích đất đai trên Trái Đất là 148.940.000 km2 (57.500.000 dặm vuông Anh). Còn tổng diện tích toàn Trái Đất là 510.100.000 km², và sau đây là danh sách.

## Phương pháp xác định
Tất cả những gì tạo thành một đế chế và việc tính toán diện tích đất đai của một đế chế cụ thể là những chủ đề gây tranh cãi. Rein Taagepera đã định nghĩa một đế chế là "bất kỳ thực thể chính trị chủ quyền tương đối lớn nào sở hữu các bộ phận không có chủ quyền" và quy mô của nó là một khu vực mà ở đó đế chế có đặc quyền quân sự và thuế quan không thể tranh cãi 

## Danh sách các đế quốc có diện tích lớn nhất
Danh sách này không đầy đủ, bạn cũng có thể giúp mở rộng danh sách.
| Xếp Hạng | Đế quốc                        | Diện tích tối đa (triệu km vuông) | Diện tích tối đa (triệu dặm vuông) | Nhà Lãnh Đạo (Nhà Vua,Hoàng Đế,Thủ Tướng,Kẻ Độc Tài) | % tổng diện tích thế giới | Thời Gian Tồn Tại | Năm đỉnh cao   | Thủ Đô              | Tiền thân              | Hậu Duệ                                     | Nguyên Nhân Sụp Đổ                   |
| -------- | ------------------------------ | --------------------------------- | ---------------------------------- | ---------------------------------------------------- | ------------------------- | ----------------- | -------------- | ------------------- | ---------------------- | ------------------------------------------- | ------------------------------------ |
| 1        | Đế Quốc Anh                    | 35,5                              | 13,90                              | Vua George V                                         | 23,85%                    | 1707-hiện tại     | 1922           | London              | Vương Quốc Anh         | Vương Quốc Liên Hiệp Anh và Bắc Ireland     | Trao Trả Hồng Kông                   |
| 2        | Đế quốc Mông Cổ                | 24,0                              | 9,27                               | Thành Cát Tư Hãn                                     | 16,11%                    | 1206-1368         | 1279           | Đại Đô              | Hung                   | Nhà Nguyên                                  | Hốt Tất Liệt Lên Ngôi                |
| 3        | Đế quốc Nga                    | 22,8                              | 8,79                               | Sa Hoàng Alexander I                                 | 15,31%                    | 1721-1917         | 1863           | St. Peterbrug       | Sa Quốc Nga            | Liên Bang Cộng Hoà Xã Hội Chủ Nghĩa Xô Viết | Cách Mạng Tháng Mười                 |
| 4        | Đế quốc Tây Ban Nha            | 19,4                              | 7,49                               | Felipe II                                            | 13,03%                    | 1502-1956         | 1780           | Madrid              | Habsbrug Tây Ban Nha   | Cộng Hoà Tây Ban Nha                        | Nội Chiến Tây Ban Nha                |
| 5        | Sa quốc Nga                    | 16,7                              | 7,14                               | Ivan IV                                              | 11,03%                    | 1547-1721         | 1721           | Moskva              | Thân Vương Quốc Moskva | Đế Quốc Nga                                 | Đế Quốc Nga                          |
| 6        | Nhà Omeyyad                    | 15,0                              | 6,00                               | Muawiya I                                            | 10,07%                    | 661-750           | 720            | Damascus            | Nhà Rashidun           | Nhà Abbas                                   |                                      |
| 7        | Nhà Thanh                      | 14,7                              | 5,71                               | Càn Long                                             | 9,88%                     | 1636-1911         | 1790           | Bắc Kinh            | Nhà Hậu Kim            | Trung Hoa Dân Quốc                          | Cách Mạng Tân Hợi                    |
| 8        | Nhà Nguyên                     | 14,0                              | 5,41                               | Hốt Tất Liệt                                         | 9,40%                     | 1271-1368         | 1310           | Đại Đô              | Đế quốc Mông Cổ        | Nhà Bắc Nguyên                              |                                      |
| 9        | Đệ Tam Cộng Hoà Pháp           | 13,5                              | 5,21                               | Albert Lebrun                                        | 9,06%                     | 1872-1940         | 1920           | Paris               | Đệ Nhị Đế Chế Pháp     | Chính Phủ Vichy (Pháp)                      | Trận Chiến Nước Pháp                 |
| 10       | Nhà Abbas                      | 11,1                              | 4,29                               | Al-Musta'sim                                         | 7,45%                     | 750-1517          | 750            | Bagdad              | Nhà Umayyad            | Nhà Fatimid                                 |                                      |
| 11       | Nhà Đường                      | 10,7                              | 4,15                               | Đường Cao Tổ                                         | 7.22%                     | 618-907           | 669            | Trường An           | Nhà Tùy                | Nhà Tống                                    | Ngũ Đại Thập Quốc                    |
| 12       | Vương Quốc Pháp (Thời Bourbor) | 10,3                              | 3,86                               | Louis XVI                                            | 6,71%                     | 1534-1792         | 1680           | Versailles          | Vương Quốc Pháp        | Đệ Nhất Cộng Hoà Pháp                       | Cách Mạng Pháp                       |
| 13       | Đế quốc Hung Nô                | 9,0                               | 3,47                               | Mặc Đốn                                              | 6,04%                     | ~300TCN-430       | 176 TCN        | Long Thành (Orkhon) | Nhà Hán                | Người Hung                                  |                                      |
| 14       | Đế quốc Brazil                 | 8,4                               | 3,22                               | Pedro I                                              | 5,60%                     | 1822-1889         | 1889           | Rio de Janeiro      | Thuộc địa Brasil       | Brazil                                      |                                      |
| 15       | Đế Quốc Nhật Bản               | 8,0                               | 3,09                               | Nhật Hoàng Hirohito                                  | 5,37%                     | 1868-1947         | 1942           | Tokyo               | Mạc phủ Tokugawa       | Lãnh Thổ Chiếm Đóng (Nhật)                  | Chiến Tranh Thế Giới Thứ Hai         |
| 16       | Nhà Đông Hán                   | 6,5                               | 2,51                               | Quang Đế                                             | 4,36%                     | 202TCN-9          | 100            | Trường An           | Nhà Tần                | Tào Nguỵ (Tam Quốc)                         | Tam Quốc                             |
| 17       | Nhà Minh                       | 6,5                               | 2,51                               | Minh Thành Tổ                                        | 4,36%                     | 1368-1644         | 1450           | Nam Kinh            | Nhà Nguyên             | Nhà Mãn Thanh                               | Chiến Tranh Minh-Thanh               |
| 18       | Nhà Rashidun                   | 6,4                               | 2,47                               | Uthman                                               | 4,30%                     | 632-661           | 655            | Media               | Đế quốc Sasania        | Nhà Omeyyad                                 |                                      |
| 19       | Hãn quốc Đột Quyết             | 6,0                               | 2,32                               | Bumin Qaghan                                         | 4,03%                     | 552–603           | 557            | Ordu Baliq          | Nhu Nhiên              | Hồi Cốt Hãn Quốc                            |                                      |
| 20       | Hãn quốc Kim Trướng            | 6,0                               | 2,32                               | Bạt Đô                                               | 4,03%                     | 1240–1502         | 1310           | Sarai Batu          | Đế Quốc Mông Cổ        | Hãn Quốc Krym                               |                                      |
| 21       | Nhà Tây Hán                    | 6,0                               | 2,32                               | Vũ Đế                                                | 4,03%                     | 9-220             | 50 TCN         | Lạc Dương           | Nhà Tần                | Nhà Đông Hán                                |                                      |
| 22       | Nhà Achaemenes                 | 5,5                               | 2,12                               | Darius I                                             | 3,69%                     | 550TCN-468TCN     | 500 TCN        | Persepolis          | Đế quốc Media          | Đế Quốc Macedonia                           |                                      |
| 23       | Đế quốc Bồ Đào Nha             | 5,5                               | 2,12                               | João I                                               | 3,69%                     | 1415-1999         | 1820           | Lisboa              | Vương Quốc Bồ Đào Nha  | Bồ Đào Nha                                  |                                      |
| 24       | Đế quốc Macedonia              | 5,2                               | 2,01                               | Alexsandros Đại Đế                                   | 3,49%                     | 808TCN-168TCN     | 323 TCN        | Pella               | Thời kỳ Homeros        | Đế Quốc Seleukos                            |                                      |
| 25       | Đế quốc Ottoman                | 5,2                               | 2,01                               | Suleiman I                                           | 3,49%                     | 1299-1923         | 1683           | Contanstinople      | Đế Quốc Seljuk         | Thổ Nhĩ Kỳ                                  | Chiến Tranh giành độc lập Thổ Nhĩ Kỳ |
| 26       | Đế quốc Maurya                 | 5,0                               | 1,93                               | Chandragupta Maurya                                  | 3,36%                     | 321-185           | 250 TCN        | Pataliputra         | Ashoka                 | Đế Quốc Shunga                              |                                      |
| 27       | Đế quốc La Mã                  | 5,0                               | 1,93                               | Julius Caesar                                        | 3,36%                     | 27TCN-1453        | 117            | Rome                | Cộng hòa La Mã         | Đế Quốc Tây La Mã                           |                                      |
| 28       | Đệ Nhất Đế chế México          | 4,6                               | 1,78                               | Santa Anna                                           | 3,10%                     | 1821-1848         | 1821           | México City         | Tân Tây Ban Nha        | Đệ Nhất Cộng Hoà México                     | Chiến Tranh Mĩ-Mexico                |
| 29       | Thổ Phồn                       | 4,6                               | 1,78                               | Langdarma                                            | 3,09%                     | 618-842           | 800            | Lhasa               | Songtsen Gampo         | Tây Tạng                                    |                                      |
| 30       | Nhà Timur                      | 4,4                               | 1,70                               | Timur                                                | 2,95%                     | 1370-1526         | 1405           | Herat               | Hãn quốc Kim Trướng    | Nhà Safavid                                 |                                      |
| 31       | Nhà Fatima                     | 4,1                               | 1,58                               | al-Mahdi Billah                                      | 2,75%                     | 909-1171          | 969            | Cairo               | Nhà Abbas              | Nhà Ayyub                                   |                                      |
| 32       | Nhà Tùy                        | 4,1                               | 1,16                               | Tuỳ Dạng Đế                                          | 2,01%                     | 581-618           | 612            | Lạc Dương           | Nhà Hán                | Nhà Đường                                   |                                      |
| 33       | Hãn quốc Đông Đột Quyết        | 4,0                               | 1,54                               | Yami Qaghan                                          | 2,69%                     | 581-645           | 624            | Otuken              | Hãn quốc Đột Quyết     | Hãn Quốc Kazan                              |                                      |
| 34       | Đế quốc Hephthalite            | 4,0                               | 1,54                               | ēbodā                                                | 2,69%                     | 440–560           | 470            | Balkh               | Đế quốc Sasania        | Hãn Quốc Đột Quyết                          |                                      |
| 35       | Đế quốc Hung                   | 4,0                               | 1,54                               | Attila                                               | 2,69%                     | 370-469           | 441            | Attila's Court      | Hung                   | Hãn Quốc Avar                               |                                      |
| 36       | Đế quốc Mogul                  | 4,0                               | 1,54                               | Babur                                                | 2,69%                     | 1526–1857         | 1690           | Delhi               | Hồi quốc Delhi         | Đế Quốc Maratha                             |                                      |
| 37       | Đế quốc Seljuk                 | 3,9                               | 1,51                               | Toghrul I                                            | 2,62%                     | 1037–1194         | 1080           | Nishapur            | Nhà Ghaznavi           | Đế Quốc Ottoman                             |                                      |
| 38       | Nhà Selekos                    | 3,9                               | 1,51                               | Seleukos I                                           | 2,62%                     | 312 TCN – 63 TCN  | 301 TCN        | Antiochia           | Đế quốc Macedonia      | Đế Quốc Parthia                             |                                      |
| 39       | Vương Quốc Ý                   | 3,798                             | 1,47                               | Benito Mussolini                                     | 2,55%                     | 1861-1946         | 1940           | Rome                | Vương Quốc Sardegna    | Cộng Hoà Ý                                  | Chiến Tranh Thế Giới Thứ Hai         |
| 40       | Hãn quốc Y Nhi                 | 3,75                              | 1,45                               | Húc Liệt Ngột                                        | 2,52%                     | 1256-1335         | 1310           | Tabriz              | Đế Quốc Mông Cổ        | Nhà Timur                                   |                                      |
| 41       | Đế quốc Khwarezm               | 3,6                               | 1,39                               | Jalal al-Din Mangbumi                                | 2,42%                     | 1077-1231         | 1218           | Ghazna              | Đế Quốc Ba Tư          | Hãn Quốc Y Nhi                              |                                      |
| 42       | Hãn quốc Sát Hợp Đài           | 3,5                               | 1,35                               | Sát Hợp Đài                                          | 2,35%                     | 1225–1687         | 1310 hoặc 1350 | Qarshi              | Đế Quốc Mông Cổ        | Hãn Quốc Chuẩn Cát Nhĩ                      |                                      |
| 43       | Đế quốc Gupta                  | 3,5                               | 1,35                               | Gupta                                                | 2,35%                     | ~300-~500         | 400            | Pataliptra          | Đế Chế Kushan          | Đế Quốc Hậu Gupta                           |                                      |
| 44       | Đế quốc Sassanid               | 3,5                               | 1,35                               | Ardashir I                                           | 2,35%                     | 224–651           | 550            | Ctesiphon           | Đế quốc Parthia        | Nhà Rashidun                                |                                      |
| 45       | Hãn quốc Tây Đột Quyết         | 3,5                               | 1,35                               | Tardu                                                | 2,35%                     | 581-742           | 630            | Suyab               | Hãn quốc Đột Quyết     | Đệ Nhị Hãn Quốc                             |                                      |
| 46       | Đế quốc Ghaznavid              | 3,4                               | 1,31                               | Sabuktigin                                           | 2,28%                     | 977–1186          | 1029           | Lahore              | Đế quốc Sasan          | Đế Quốc Seljuk                              |                                      |
| 47       | Hồi quốc Delhi                 | 3,2                               | 1,24                               | Ibrahim Lodi                                         | 2,15%                     | 1206–1526         | 1312           | Delhi               | Nhà Ghurid             | Đế Quốc Mogul                               |                                      |
| 48       | Đế Quốc Đức                    | 3,2                               | 1,24                               | Otto von Bismarck                                    | 2,15%                     | 1871-1918         | 1912           | Berlin              | Liên Bang Bắc Đức      | Cộng Hoà Weimar                             | Chiến Tranh Thế Giới Thứ Nhất        |
| 49       | Nhà Tống                       | 3,1                               | 1,20                               | Tống Thái Tông                                       | 2,08%                     | 960-1279          | 980            | Biện Kinh           | Nhà Đường              | Nhà Nam Tống                                | Chiến Tranh Kim - Tống               |
| 50       | Đế Quốc Thực Dân Đan Mạch      | 3,1                               | 1,20                               | Christian III                                        | 2,08%                     | 1536-1814         | 1813           | Copenhagen          | Liên Minh Kalmar       | Vương Quốc Đan Mạch                         | Chiến Tranh Napoleón                 |